# ۳۱۰ (پیش از میلاد)
۳۱۰ (پیش از میلاد) ۳۱۰مین سال قبل از تقویم میلادی است.